# Germán Bou Viguer
Germán Bou Viguer (Valencia, 9 de julio de 1957) es un productor de música electrónica.
Estudió electrónica y mecánica industrial. A finales de la década de los 80 comenzó a producir canciones de música electrónica en el contexto de la Ruta Destroy, usando diversos nombres, como Dunne o Boa Club. Es compositor y productor de éxitos que definieron el Sonido de Valencia, como Dunne - Espiral, así como varios temas para el Dj Chimo Bayo. Entre ellos destaca el récord de ventas Así me gusta a mí, por la cual mantuvo posteriormente pleitos legales con el Dj por los derechos de la canción.